# Chusquea deficiens
Chusquea deficiens, denominada comúnmente caña brava, es una gramínea arbustiva perenne, perteneciente a la subfamilia de los bambúes (Bambusoideae). Crece en bosques y selvas de clima templado o subtropical, siendo endémica del noroeste de la Argentina. 

## Descripción
Chusquea deficiens es un bambú de una altura de hasta 5 metros, con rizoma paquimorfo y abultado, que presenta cañas con interior sólido, semitrepadoras con diámetros de hasta 25 mm. Los nudos tienen en su parte inferior un reborde notable. Los entrenudos basales presentan un largo de 10 a 15 cm y un diámetro de 7 a 8 mm; ya en los tramos medio y superior pueden superar longitudes de 25 cm.
Hojas
Las hojas de las cañas presentan láminas desarrolladas, decíduas, lanceoladas, sésiles, con largos de hasta 15 mm y de inserción redondeada. Las hojas de las ramificaciones muestran estriadas vainas constreñidas a las cañas; con pubescencia en la parte apical, siendo en el sector del cuello pestañosas.
C. deficiens tendría un valor forrajero bajo causado por una lámina foliar con abundantes células silíceas.
Una particularidad considerada como un carácter derivado dentro del género Chusquea es la reducción de las glumas, siendo extrema en esta especie, característica que le es distintiva.

## Distribución
Chusquea deficiens habita a media sombra en selvas y bosques montanos de las laderas húmedas, orientadas al sur, de los cordones subandinos orientales, en altitudes comprendidas entre los 1050 a los 1800 m s. n. m., en ambiente templados y subtropicales de las yungas. En las estaciones más elevadas soporta heladas de hasta -8 °C.
Es endémica del noroeste de la Argentina, en las provincias de Jujuy y Salta.

## Taxonomía
Chusquea deficiens fue descrita originalmente en el año 1941 por el botánico agrostólogo argentino Lorenzo R. Parodi.
El ejemplar holotipo fue asignado al denominado “Devoto et al. 1010”; y el paratipo al “Devoto et al. 946”. Ambos fueron depositados en el herbario BAA, proceden de la provincia de Salta, y fueron colectados en enero de 1939 por F. E. Devoto, F. Rial Alberti y C. A. Lambois.
La localidad del holotipo es: 
- departamento de Anta, El Rey, cerros de Maíz Gordo, a una altitud de 1800 m s. n. m.

A la descripción original de Parodi se le sumó el mismo año otra centrada en sus caracteres anatómicos foliares.
Hasta el año 2011 esta especie era conocida solo por dos ejemplares: el tipo y el paratipo. En ese año —70 años después—, un análisis de los materiales de herbario de este género con procedencia argentina, permitió el hallazgo de nuevos ejemplares, con procedencia de Jujuy: 
- Departamento Santa Bárbara
  - Sierra de Santa Bárbara, colectado el 11 de julio de 1901 por Fries.
  - 42 km de Palma Sola, camino al Puesto Cortadera del Sr. Ciccarelli, Serranías de Maíz Gordo, 24°17′S 64°19′W, colectado a una altitud de 1050 m s. n. m. el 22 de febrero de 1998 por Morrone et al.
- Departamento Valle Grande
  - 23°39′S 64°56′W, colectado a una altitud de 1300 m s. n. m. el 15 de febrero de 1995, por Deginani et al.

Etimología
El nombre genérico Chusquea proviene de la palabra en idioma muisca chusky, que según manuscritos coloniales significa 'caña ordinaria de la tierra'.